# Рокова помилка
«Рокова помилка» (рос. «Роковая ошибка») — радянський художній фільм 1988 року Микити Хубова, знятий за п'єсою Михайла Рощина.

## Сюжет
Драма про молодь кінця 1980-х. Дія відбувається в Москві. Молода дівчина на ім'я Надя, яку рідна мати кинула ще в пологовому будинку, весело і цілком невинно проводить час з подругами. Перед поверненням з прогулянки додому перефарбовується в панка і доводить своїм видом мати. Дівчина закохується в ветерана афганської війни — одруженого чоловіка. Вона викликається доглядати за його сином, безуспішно намагається домогтися взаємності.

## У ролях
| Актор             | Роль                              |
| ----------------- | --------------------------------- |
| Лариса Павлова    | Надя Бєлоглазова                  |
| Наталія Андросик  | подруга Наді Олена                |
| Ольга Агєєва      | подруга Наді                      |
| Ірина Кашалієва   | подруга Наді                      |
| Лариса Блінова    | прийомна мати Клавдія Михайлівна  |
| Ірина Рєзнікова   | рідна мати Наді Шура              |
| Борис Шевченко    | афганець Сергій Орловський        |
| Любов Руденко     | лікар в госпіталі Антоніна        |
| Євген Весник      | син Антоніни                      |
| Ігор Ясулович     | батько подруги Наді               |
| В'ячеслав Баранов | поранений в госпіталі Сільверстов |
| Павло Степанов    | міліціонер                        |

## Знімальна група
- Режисер — Микита Хубов
- Сценаристи — Михайло Рощин, Микита Хубов
- Оператор — Олег Рунушкін
- Композитор — Марк Мінков
- Художник — Микола Ємельянов